# Alexander Tatarenko
Alexander Yurievich Tatarenko (en ruso: Александр Юрьевич Татаренко; 16 de julio de 1960-31 de enero de 2024) fue un teniente general ruso que fue comandante del 14.º Ejército de las Fuerzas Aéreas y de Defensa Aérea del Distrito Militar Central (2016-2020), comandante del 11.º Ejército y Ejército de las Fuerzas de Defensa Aérea del Distrito militar Oriental (2013-2015) y teniente general en el 2015 .

## Biografía
En 1981 se graduó en la Escuela Superior de Pilotos y Navegantes de Aviación Militar de Stávropol (PVO),  en 1994 se graduó en la Academia de Defensa Aérea y Espacial de Zhúkov, en 2007 se graduó en la Academia Militar del Estado Mayor de las Fuerzas Armadas de Rusia.
Sirvió en el Lejano Oriente, los Urales, Siberia y las regiones del norte de Rusia.  Pasó por todos los puestos desde piloto hasta comandante de la Asociación de la Fuerza Aérea y la Defensa Aérea (hasta 2006 fue jefe de Estado Mayor y primer subcomandante del 21.º Cuerpo de Fuerza Aérea y Defensa Aérea), desde agosto de 2013 fue comandante del 3er Cuerpo Aéreo. Comando de Fuerza y Defensa Aérea (desde 2015 sirvió en el 11.º Ejército de Fuerza Aérea y Defensa Aérea) del Distrito militar Oriental.
Por decreto del Presidente de la Federación de Rusia del 12 de enero de 2016, fue nombrado comandante del 14.º Ejército de las Fuerzas Aéreas y de Defensa Aérea del Distrito Militar Central.
Liberado del servicio y despedido del servicio militar al alcanzar el límite de edad en agosto de 2020.
Supuestamente fallecido durante un ataque con misiles SCALP/Storm Shadow en la base aérea de Belbek en Crimea los días 30 y 31 de enero de 2024 
Las Fuerzas Armadas de Ucrania confirmaron que realizaron un ataque aéreo contra la base militar rusa de belbek ubicada al noreste de la ciudad de Sebastopol. Su muerte no ha sido confirmada por ninguna fuente independientemente.